# Daniel Pérez Guerrero
Daniel Pérez Guerrero (Sevilla, 26 de julio de 2005) es un futbolista español que juega como centrocampista en el Betis Deportivo de la Primera Federación.

## Trayectoria
Dani se ha formado en el fútbol base del Real Betis, ascendió al Betis Deportivo en 2022. Ese mismo año, el 5 de octubre, firmó su primer contrato profesional con el club verdiblanco, ampliando su vinculación hasta junio de 2025. Sus primeros minutos oficiales con el primer equipo los disputó el 27 de octubre de 2022 en el que participó en el tramo final del encuentro que enfrentó al Real Betis con el PFC Ludogorets de Bulgaria en la fase de grupos de la UEFA Europa League y que terminó con la victoria de los andaluces por 1-0.

## Carrera internacional
Daniel Pérez ha disputado varios partidos en 2022 con la selección sub-17 con Julen Guerrero como seleccionador y en 2023 fue convocado también en la primera lista del preparador José Lanas con la selección sub-19.

## Vida privada
Pérez es primo de la gimnasta olímpica Ana Pérez.

## Clubes
Actualizado al último partido disputado el 6 de noviembre de 2022.
| Club                | País   | Año       | Partidos | Goles |
| ------------------- | ------ | --------- | -------- | ----- |
| Betis Deportivo     | España | 2022-act. | 10       | 0     |
| Real Betis Balompié | España | 2022-act. | 1        | 0     |